# Dodecylgroep
Een dodecylgroep of laurylgroep is een functionele groep, afgeleid van dodecaan (C12H26). Het bestaat uit 12 koolstofatomen en 25 waterstofatomen en heeft dus de formule C12H25. De dodecylgroep behoort tot de alkylgroepen. Deze groep heeft aan het koolstofatoom nog een bindingsmogelijkheid over, waarmee de groep aan een ander atoom gekoppeld kan worden, vaak een koolstofatoom, dat deel uitmaakt van een organisch molecuul. 
Enkele verbindingen met dodecylgroepen zijn:
- Laurylgallaat: een antioxidant;
- Laurylglycoside: een oppervlakte-actieve stof;
- Laureth: alkylpolyglycolethers van 1-dodecanol en ook oppervlakte-actieve stoffen.